# Praví rejnoci
Praví rejnoci (Rajiformes) jsou řád paryb z nadřádu rejnoků. Tento řád zahrnuje dvanáct čeledí s 665 druhy.

## Čeledi
- Pilounovití (Pristidae)
- Parejnokovití (Torpedinidae)
- Narcinovití (Narcinidae)
- Kytarovcovití (Rhinidae)
- Trnuchovití (Dasyatidae
- Šestižábrovití (Hexatrygonidae)
- Mantovití (Myliobatidae)
- Hlubníkovití (Plesiobatidae)
- Rejnokovití (Rajidae)
- Pilohřbetovití (Rhinobatidae)
- Tlustoocaskovití (Urolophidae)